# Scleroderma verrucosum
Scleroderma verrucosum (Bull.) Pers., è un fungo della famiglia Sclerodermataceae. Synopsis Methodica Fungorum (Göttingen) 1: 154 (1801)

## Descrizione della specie

### Corpo fruttifero
Sub-globoso, spesso con pseudo gambo basale, formato da un fitto fascio di ife miceliari; superficie con solchi e rugosità sporgenti, di colore giallastro o bruno, rivestita di piccole scaglie brunastre; il sottile peridio, o involucro, si lacera superiormente a maturità.

### Gleba (carne)
Bianca, poi oliva-bruna e infine nera a maturazione.

### Spore
Bruno-scure in massa, 8-10 x 8-10 µm, da globose a sub-globose, ricoperte da sottili aculei lunghi sino a 2 µm.

## Habitat
Vegeta ai margini dei sentieri, su suolo sabbioso nei boschi e nelle brughiere, in estate-autunno.

## Commestibilità
Non commestibile.

## Specie simili
- Scleroderma citrinum (velenoso)
- Alcune specie dei generi Lycoperdon e Geastrum.

## Etimologia
Dal latino verrucosus = verrucoso, per via delle verruche che rivestono la superficie del corpo fruttifero.

## Sinonimi e binomi obsoleti
- Lycoperdon defossum sensu Sowerby; fide Checklist of Basidiomycota of Great Britain and Ireland (2005)
- Lycoperdon verrucosum Bull., Hist. Champ. France (Paris) 1: 24 (1791)